# Perlehyacint
Perlehyacinth (Muscari) er en slægt med ca. 20 arter, som er udbredt i Nordafrika, Mellemøsten, Kaukasus og det sydlige Europa. Det er flerårige, urteagtige planter, der danner et ægformet løg med brune yderskæl. Der dannes 2-7 grundstillede blade pr. år. De er tykke med ensfarvet grønne bladsider, parallelle bladribber og hel rand. Blomsterne er samlet i en endestillet klase på et særligt, bladløst skud. De nederste blomster i standen er midre, anderledes farvede og sterile. De normale blomster er regelmæssige og 3-tallige med rør- eller krukkeformet sammenvoksede blosterblade, der oftest er blå. Frugterne er trerummede kapsler med seks sorte frø.
| Beskrevne arter |

- Almindelig perlehyacint (Muscari botryoides)
- Armensk perlehyacint (Muscari armeniacum)
- Bredbladet perlehyacint (Muscari latifolium)
- Duskhyacint (Muscari comosum)
- Muskatperlehyacint (Muscari muscarimi)
- Persisk perlehyacint (Muscari aucheri)
- Åben perlehyacint (Muscari azureum)

| Andre arter |

- Muscari alpanicum
- Muscari caucasicum
- Muscari commutatum
- Muscari compactum
- Muscari longipes
- Muscari maweanum
- Muscari neglectum
- Muscari parviflorum
- Muscari pendulum
- Klaseblomstret druehyacint. Muscari racemosum[1]
- Muscari szovitsianum
- Muscari tenuiflorum